# Monte Peglia
Il monte Peglia è una montagna umbra (837 m s.l.m.) situata nel territorio del comune di San Venanzo, appartenente ad un gruppo di rilievi che separano il territorio di Orvieto dalla valle del Tevere, nel segmento mediano del suo percorso nell'area della regione Umbria. 
È compreso nell'area del parco del Monte Peglia e della Selva di Meana, con una zona racchiusa tra il corso dei torrenti Fersinone, Chiani, Faena e Calvana. La zona di proprietà demaniale è affidata in gestione all'omonima comunità montana. Nel settore settentrionale del Peglia nasce il Calvana, nel versante meridionale nasce il Faena.
Il suo profilo è riconoscibile a distanza per la presenza sulla sua sommità di numerose antenne di telecomunicazione radiotelevisiva o di telefonia fra le quali il centro trasmittente della Rai inaugurato il 1º novembre del 1953.

## Flora e fauna
Nei 40.000 ettari del Monte Peglia si possono ammirare oltre mille specie vegetali, quali cerri, roverelle, lecci e tutte le varietà appartenenti alla famiglia delle querce, ma anche il carpinello, il corbezzolo, l’orniello, l’acero campestre, l’ailanto e la robinia e persino gruppi di pino nero innestati i primi del novecento, oltre che specie rarissime come l'ipocisto rosso (Cytinus ruber) e l'ipocisto giallo (Cytinus hypocistis). 
Varietà estrema si rileva anche tra eriche, cornioli e biancospini, con la fillirea e il pungi topo, mentre le varietà selvatiche, anche da frutto, abbandonate, sopravvissute e riprodottesi, sono oggi specie rare come il melo, il pero, il prugno e il ciliegio selvatici ed uliveti storici impiantati negli anni risorgimentali e abbandonati. 
Nel comprensorio si osservano attualmente ben quarantaquattro specie di mammiferi selvatici, oltre a trentaquattro varietà di uccelli, tra cui la moretta tabaccaia. Tra gli animali protetti qui si trova il gatto selvatico, la martora, il falco pellegrino, il gufo reale, la salamandrina pezzata e quella dagli occhiali, il cavedano etrusco ed il gambero di fiume ormai scomparsi altrove.

## Aspetti geologici
La riserva naturale del Monte Peglia, oltre che per le presenze di fauna e flora, si caratterizza anche per la presenza di giacimenti di fossili preistorici e per i tre vulcani, oramai spenti, nei pressi del paese di San Venanzo. Dall'arcaica attività di questi ultimi si può osservare l'associazione di rocce rarissime presenti altrimenti solo in Cina, Uganda e Brasile. Nello specifico si tratta della "venanzite", roccia emessa dal vulcanetto di Pian di Celle presso San Venanzo.

## Riconoscimento M.A.B. dell'UNESCO
Nel luglio 2018 il Monte Peglia è stato proclamato Riserva M.A.B. (Man and Biosphere) dall'Unesco, avendovi riscontrato un rapporto equilibrato tra attività umana e conservazione dei valori naturali.
Le aree interessate dal riconoscimento, oltre quelle di San Venanzo, sono quelle dei comuni di Orvieto, Parrano e Ficulle.

## Galleria d'immagini

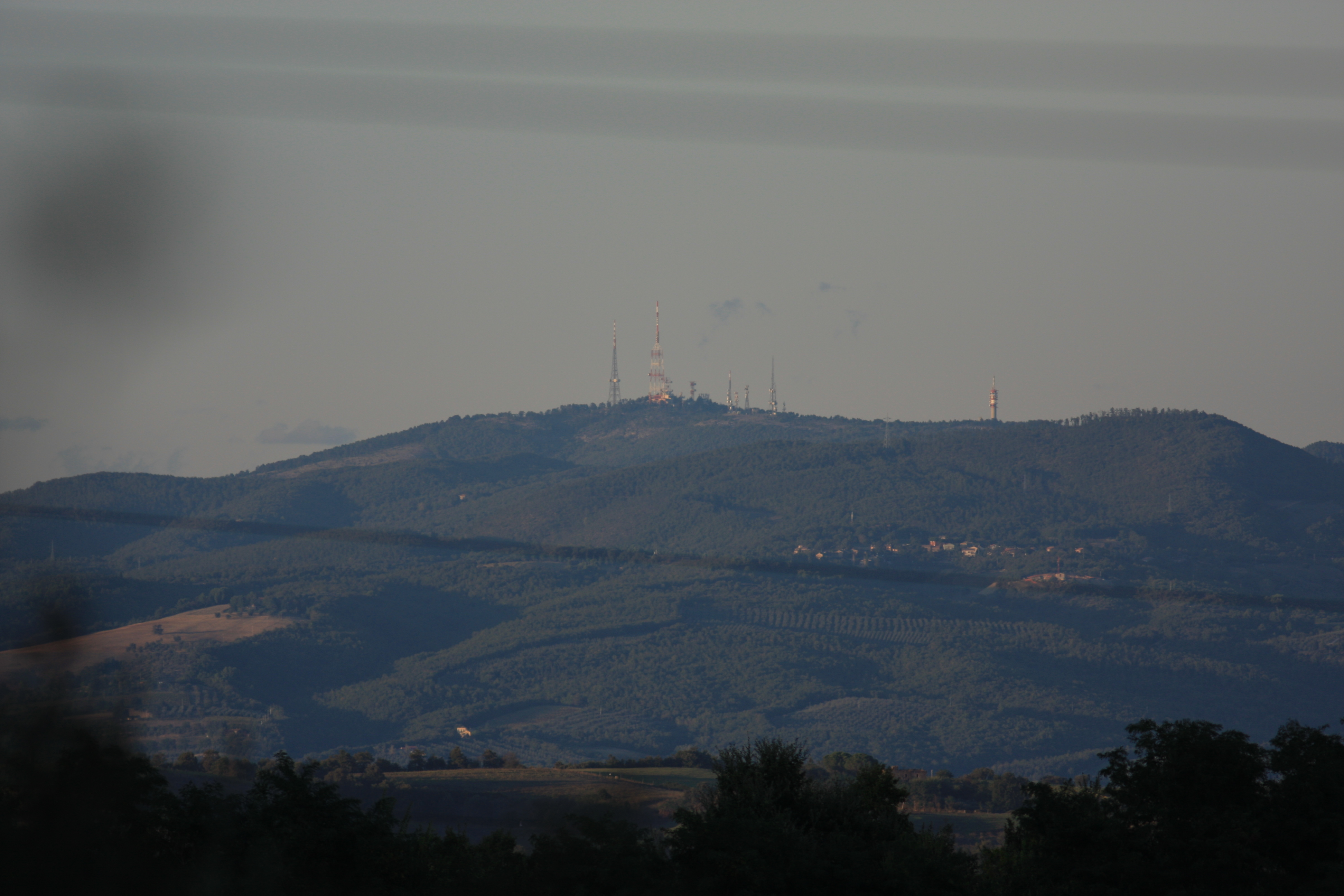
Veduta del Monte Peglia da Castel Cellesi (VT)